# Buettnererpeton
Buettnererpeton bakeri, Buettneria bakeri, Metoposaurus bakeri, Koskinonodon bakeri
Genre
Espèce
Synonymes
- Buettneria bakeri Case, 1931,
- Metoposaurus bakeri (Case, 1931)
- Koskinonodon bakeri (Case, 1931)

Buettnererpeton est un genre fossile de grands amphibiens temnospondyles. Ce genre n'est représenté que par son espèce type, Buettnererpeton bakeri, et, en 2022, le genre est resté monotypique.

## Systématique
Buettnererpeton a été initialement nommé comme une espèce de Buettneria par Erwin Cowles Case en 1931 sur la base de matériel de la formation de Camp Springs du comté de Scurry, au Texas. Plus tard, B. bakeri a été référé au genre Metoposaurus par Roychowdhury (1965) et Hunt (1993) sur la base de l'exclusion du lacrymal de l'orbite, mais Sulej (2002) a contesté cette attribution en notant que la contribution du lacrymal à l'orbite est variable parmi les spécimens de Metoposaurus, rétablissant l'attribution générique originale de B. bakeri,,. Une nouvelle étude du matériel connu de Buettneria" bakeri par Bryan M. Gee (d) et Aaron M. Kufner (d) (2022) a démontré que ce taxon représente un genre distinct d'Anaschisma et Metoposaurus, nécessitant la création du nouveau genre Buettnererpeton pour ce taxon.